# Petuntawa
Petuntawa is een bestuurslaag in het regentschap Lembata van de provincie Oost-Nusa Tenggara, Indonesië. Petuntawa telt 958 inwoners (volkstelling 2010).